# Desa Sapeken
Desa Sapeken är en administrativ by i Indonesien.   Den ligger i provinsen Jawa Timur, i den västra delen av landet, 1 000 km öster om huvudstaden Jakarta. Desa Sapeken ligger på ön Pulau Saebus.